# Lijst van gemeentelijke monumenten in Pekela
De gemeente Pekela heeft 25 gemeentelijke monumenten. Hieronder een overzicht. 

## Nieuwe Pekela
De plaats Nieuwe Pekela kent 17 gemeentelijke monumenten:
| Object                                          | Bouwjaar   | Architect   | Locatie                         | Coördinaten                  | Nr.        | Afbeelding                  |
| ----------------------------------------------- | ---------- | ----------- | ------------------------------- | ---------------------------- | ---------- | --------------------------- |
| Kerk, kerkhof en baarhuisje                     | 1865       | A.K. Kleve  | Abraham Westersstraat 1         | 53° 5' 16" NB, 6° 58' 49" OL | 0765/WN001 | Kerk, kerkhof en baarhuisje |
| Pastorie                                        | 1880-1890  | C. Brill    | Abraham Westersstraat 2         | 53° 5' 14" NB, 6° 58' 49" OL | 0765/WN002 | Pastorie                    |
| Kerk                                            | 1852       |             | Abraham Westersstraat 83        | 53° 5' 6" NB, 6° 58' 36" OL  | 0765/WN003 | Kerk                        |
| Schutsluis                                      |            |             | Nabij Abraham Westersstraat 128 | 53° 5' 5" NB, 6° 58' 38" OL  | 0765/WN004 | Upload foto                 |
| Werfwoning                                      | 1836       |             | Abraham Westersstraat 149       | 53° 5' 9" NB, 6° 58' 46" OL  | 0765/WN005 | Upload foto                 |
| Werfwoning                                      | ca 1880    |             | Abraham Westersstraat 150       | 53° 5' 10" NB, 6° 58' 47" OL | 0765/WN006 | Upload foto                 |
| Directeurswoning                                | 1870, 1895 |             | Albatrosstraat 2                | 53° 4' 39" NB, 6° 57' 60" OL | 0765/WN007 | Upload foto                 |
| Woning                                          | ca 1905    |             | Albatrosstraat 5                | 53° 4' 38" NB, 6° 57' 58" OL | 0765/WN008 | Upload foto                 |
| Kerk                                            | 1911       | B. Schuring | Albatrosstraat 12               | 53° 4' 36" NB, 6° 57' 55" OL | 0765/WN009 | Kerk                        |
| Bakkerij - Woning                               | 1929       | J. Kruijer  | Dominee S. Tjadenstraat 27      | 53° 4' 32" NB, 6° 57' 50" OL | 0765/WN010 | Upload foto                 |
| Pastorie                                        | 1922       | J. Kruijer  | Dominee S. Tjadenstraat 38      | 53° 4' 29" NB, 6° 57' 46" OL | 0765/WN011 | Upload foto                 |
| Kerk, kerkhof en baarhuisje                     | va 1704    |             | Dominee S. Tjadenstraat 51      | 53° 4' 28" NB, 6° 57' 36" OL | 0765/WN012 | Meer afbeeldingen           |
| Schutsluis                                      |            |             | Nabij Dr.H.Brouwerstraat 65     | 53° 4' 22" NB, 6° 57' 37" OL | 0765/WN013 | Upload foto                 |
| Kerkhof                                         | 1902       |             | Kerkstraat 1                    | 53° 4' 45" NB, 6° 58' 5" OL  | 0765/WN014 | Upload foto                 |
| Sluiswachterswoning in neoclassicistische stijl | 1893       |             | Molenstraat 24                  | 53° 3' 9" NB, 6° 56' 31" OL  | 0765/WN015 | Upload foto                 |
| Schutsluis De Derde Sluis                       | ca. 1880   |             | Nabij Molenstraat 24            | 53° 3' 10" NB, 6° 56' 33" OL | 0765/WN016 | Upload foto                 |
| Transformatorhuisje                             | ca 1930    |             | Tilstraat 20a                   | 53° 2' 37" NB, 6° 56' 19" OL | 0765/WN017 | Upload foto                 |

## Oude Pekela
De plaats Oude Pekela kent 8 gemeentelijke monumenten:
| Object                          | Bouwjaar | Architect        | Locatie               | Coördinaten                  | Nr.        | Afbeelding                      |
| ------------------------------- | -------- | ---------------- | --------------------- | ---------------------------- | ---------- | ------------------------------- |
| Arbeiderswoning                 | ca 1920  |                  | Bronsveenlaan 69      | 53° 6' 17" NB, 7° 1' 50" OL  | 0765/WN018 | Upload foto                     |
| Winkel - Woning                 | 1913     | J. Siccama & Zn. | F. Clockstraat 94     | 53° 6' 14" NB, 7° 0' 43" OL  | 0765/WN019 | Upload foto                     |
| Fabriekspijp                    | 1904     |                  | Gelmswijk 4           | 53° 5' 29" NB, 6° 59' 20" OL | 0765/WN020 | Upload foto                     |
| Directeurswoning                | ca 1922  | G. Bödeker (?)   | H. Hindersstraat 4    | 53° 5' 52" NB, 6° 59' 41" OL | 0765/WN021 | Upload foto                     |
| Julianakapel                    | 1916     |                  | H. Hindersstraat 20   | 53° 5' 47" NB, 6° 59' 35" OL | 0765/WN022 | Julianakapel                    |
| Fabriekspijp, hal, stoommachine | 1904     |                  | H. Westerstraat 20-22 | 53° 6' 36" NB, 7° 1' 23" OL  | 0765/WN023 | Fabriekspijp, hal, stoommachine |
| Fabriekspijp                    | 1913     |                  | H. Westerstraat 60    | 53° 6' 18" NB, 7° 0' 60" OL  | 0765/WN024 | Fabriekspijp                    |
| Garage - Woning                 | 1925     | J. Kruijer       | W.H. Bosgrastraat 138 | 53° 5' 22" NB, 6° 58' 58" OL | 0765/WN025 | Garage - Woning                 |

Eemsdelta ·
Groningen (binnenstad) ·
Groningen (buiten binnenstad) ·
Het Hogeland ·
Midden-Groningen ·
Oldambt ·
Pekela ·
Stadskanaal ·
Veendam ·
Westerkwartier